# Dimebag Darrell
Dimebag Darrell o Diamond Darrell, pseudonimo di Darrell Lance Abbott (Ennis, 20 agosto 1966 – Columbus, 8 dicembre 2004), è stato un chitarrista statunitense.
Assieme al fratello Vinnie Paul è stato il cofondatore, nonché chitarrista e compositore, dei Pantera, gruppo fautore del groove metal che raggiunse l'apice della popolarità tra la fine degli anni ottanta e tutti gli anni novanta. Fu assassinato da un fan durante un concerto del suo gruppo Damageplan l'8 dicembre 2004, dopo lo scioglimento dei Pantera.
È stato incluso tra le prime posizioni in numerose classifiche dei migliori e più influenti chitarristi della storia del metal: tra le tante, è stato inserito al settimo posto in quella redatta da Guitar World, e al primo in quella redatta da Louder Sound, mentre Loudwire lo considera il quinto miglior chitarrista hard rock e metal di tutti i tempi, dietro solo ad artisti del calibro di Eddie van Halen e Tony Iommi, idoli dello stesso Dimebag. Secondo AllMusic, è universalmente riconosciuto come uno dei chitarristi metal più abili della storia e uno dei più influenti nel metal moderno.

## Biografia

### Giovinezza (1966-1981)
Darrell è figlio di Jerry Abbott, possessore dei Pantego Sound Studios (situati nella omonima cittadina): qui, assieme al fratello maggiore, poté assistere al lavoro di molti chitarristi blues ma soprattutto del chitarrista solista dei Kiss Ace Frehley, che divenne l'idolo del giovane Abbott.
Affascinati dallo stile di questi musicisti, i fratelli Abbott decisero di imparare loro stessi a suonare e chiesero al padre uno strumento in regalo: Jerry comprò ai ragazzi una batteria, che i fratelli iniziarono a suonare assieme; Darrell, tuttavia, vedendo il fratello molto più bravo e veloce nel suonarla, decise di chiedere al padre un nuovo strumento e più precisamente una chitarra, per poter così definitivamente imitare il suo idolo Frehley.
Senza bisogno di alcuna lezione Darrell iniziò a perfezionare il suo stile; diventato abbastanza capace, fu iscritto dal padre ad alcune competizioni regionali per chitarristi: fu proprio attraverso i soldi vinti grazie alle vittorie in tali gare che il giovane Darrell poté comprare la strumentazione necessaria e finanziare la sua prima band, i Pantera.

### Pantera (1981-2003)

#### Gli inizi (1981-1990)
I Pantera nacquero nel 1981 ad opera dei due fratelli con l'ingaggio del giovane bassista Rex Brown e del cantante Terry Glaze; nei primi anni di militanza Darrell adottò il nome d'arte Diamond Darrell.
La band debuttò ufficialmente nel 1983 con l'album Metal Magic, che proponeva un sound glam metal con evidenti influenze di Kiss, Van Halen e Judas Priest; dopo una serie di piccoli concerti, la produzione della band continuò grazie anche all'etichetta discografica Metal Magic Records di proprietà di Jerry Abbott con modesti lavori come Projects in the Jungle (1984) e I Am the Night (1985), grazie ai quali il non ancora diciottenne Darrell iniziò a farsi un nome.
Con l'ingaggio dell'istrionico cantante Phil Anselmo al posto di Glaze, venne pubblicato nel 1988 Power metal: il sound del gruppo venne notevolmente velocizzato e irrobustito grazie a nuove influenze musicali targate Megadeth, Metallica e Slayer.

#### Il successo (1990-2003)

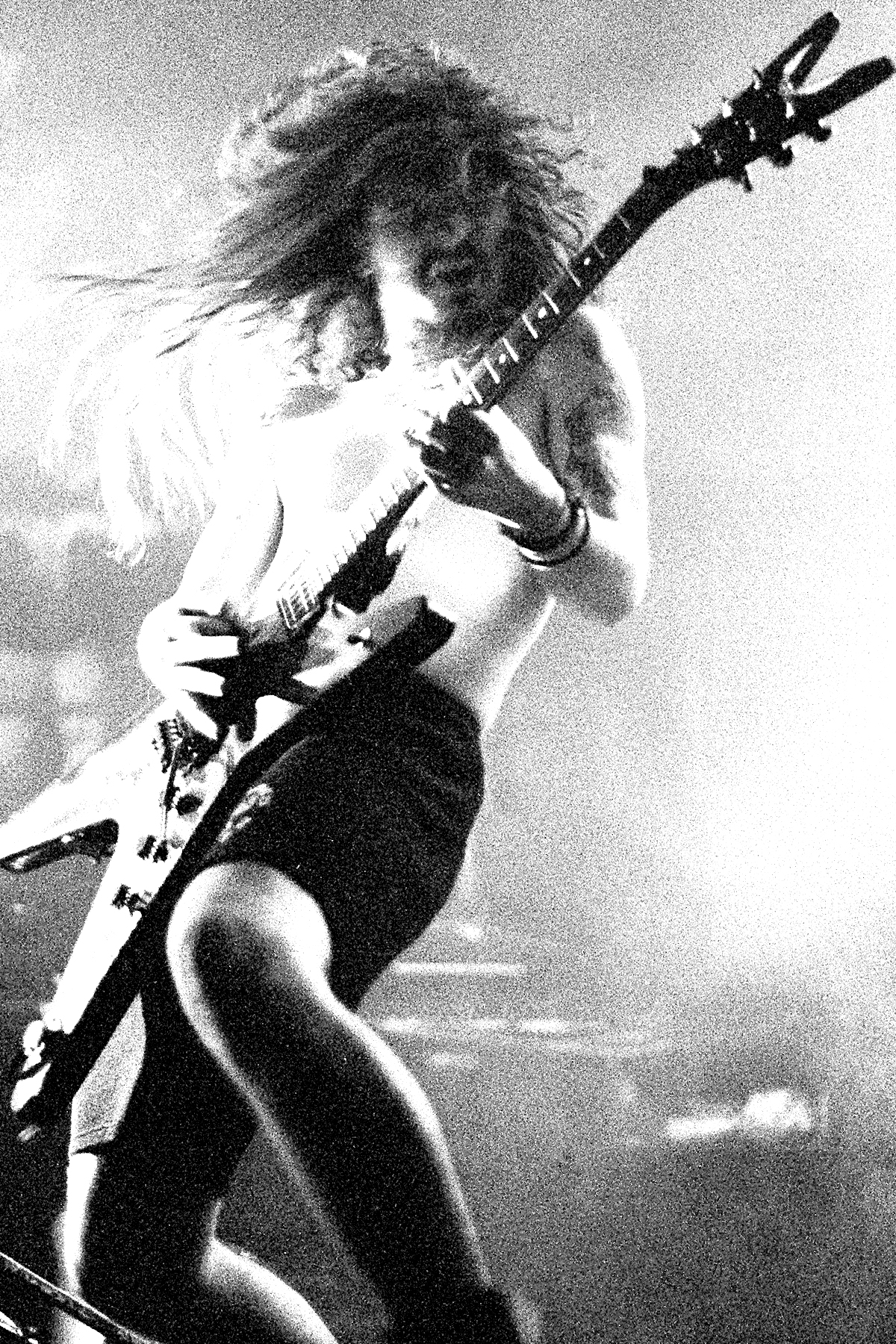
Dimebag in concerto con i Pantera nel 1990

Con il quinto album, lo storico Cowboys from Hell del 1990, i Pantera accantonarono definitivamente il genere glam per un thrash metal molto personale e aggressivo dominato dai riff di Darrell, il quale aveva intanto assunto un nuovo nome d'arte, Dimebag.
L'album successivo, Vulgar Display of Power del 1992, consolidò il successo della band grazie a tracce come Walk e Fucking Hostile, divenute col tempo veri e propri inni metal. Nel 1994 uscì Far Beyond Driven: il disco mantenne le aspettative dei fan e vendette molte copie in tutto il mondo, proseguendo di fatto la scalata ai vertici del successo del gruppo.
Dal 1995 l'unità della band fu minata da vari diverbi tra i componenti dovuti in particolare all'eccessivo uso di stupefacenti da parte di Anselmo. I Pantera, messe da parte le liti, tornarono in sala di registrazione nel 1996 producendo The Great Southern Trendkill; poco tempo dopo l'uscita del disco, tuttavia, Anselmo fu ricoverato in ospedale in stato comatoso a causa di un'overdose di eroina raggiunta dal cantante a solo un'ora di distanza dalla fine di un'esibizione musicale del gruppo in Texas. Ripresosi miracolosamente, fu costretto da Dimebag e Vinnie a giurare di non fare mai più uso di droghe pena l'espulsione dal gruppo.
Nell'attesa della totale guarigione di Phil fu pubblicato nel 1997 un live, Official Live: 101 Proof. Anselmo, ormai totalmente sobrio, decise di allontanarsi dai suoi compagni per dedicarsi a vari progetti esterni ai Pantera; gli Abbott e Rex Brown decisero allora di fondare anche loro un progetto esterno al gruppo, che fu denominato Rebel Meets Rebel e si basò su un sound a metà tra country e heavy metal.
Nel 2000 la band si riunì pubblicando un nuovo album, Reinventing the Steel, che però non riuscì ad ottenere il successo dei dischi precedenti alimentando nuovi conflitti, questa volta legati al sound. In seguito a questi diverbi Phil tornò nuovamente ai suoi progetti, mentre gli Abbott decisero di prendere tempo sperando in un cambio di idea del cantante: tale cambiamento tuttavia non avvenne mai e i due fratelli furono costretti ad annunciare lo scioglimento dei Pantera nel 2003.

Dimebag Darrell durante un concerto con la sua Washburn Stealth "Wavy Rebel"

Nel periodo successivo si scatenò una vera e propria guerra fra Anselmo e gli Abbott che si sviluppò sulle riviste di settore a suon di violente dichiarazioni: Vinnie e Dime accusarono Phil di averli costretti, negli ultimi anni, ad un sound che a loro non piaceva, spingendo quindi i Pantera verso uno stile diverso che non li rappresentava in toto e provocando perciò la scissione; Anselmo negò tali accuse e tirò all'interno della contesa, suo malgrado, Rex, che decise di schierarsi dalla parte di Anselmo lasciando così la situazione definitivamente sospesa.

### I Damageplan e l'assassinio (2003-2004)
Dopo un anno di quasi totale inattività, durante il quale il chitarrista era apparso solo in alcuni dischi degli Anthrax esibendosi in assoli e nel disco Voodoo di King Diamond, i fratelli Abbott fondarono una nuova band, i Damageplan, affiancandosi al cantante Patrick Lachman e al bassista Bob Zilla. Il loro album di debutto fu pubblicato nel 2004 con il titolo New Found Power e riscosse molto successo, arrivando fino alla posizione numero 37 nelle classifiche statunitensi.
L'8 dicembre 2004, durante un'esibizione del tour promozionale del nuovo album nel locale Alrosa Villa di Columbus, Dimebag fu ucciso a colpi di pistola sul palco da un ex militare, Nathan Gale: il chitarrista fu colpito cinque volte, due delle quali a bruciapelo alla testa. Insieme a lui furono uccise altre tre persone: Nathan Bray, che stava assistendo al concerto, Erin Halk, un impiegato del locale, e Jeff "Mayhem" Thompson, addetto alla sicurezza dei Damageplan. Il tecnico John "Kat" Brooks e il manager del tour Chris Paluska rimasero feriti nella sparatoria conclusasi con la morte anche dell'assassino, colpito da un poliziotto intervenuto sul posto.
La ricostruzione della tragedia, eseguita dalla polizia locale, descrisse questa scena: Gale, salito dal retro del palco, si avvicinò improvvisamente ai musicisti che si stavano esibendo e cominciò a sparare esplodendo ben quindici colpi; quando la security e il pubblico salirono sul palco per fermarlo, Gale aprì il fuoco contro di loro, uccidendo le guardie Thompson e Halk, che si erano riparate dietro un tavolo di legno, e ferendo Paluska. Gale quindi prese il tecnico Brooks in ostaggio, immobilizzandolo dopo una breve lotta, mentre l'infermiera Mindy Reece cercava, con l'aiuto di Nathan Bray, di rianimare Abbott praticandogli la respirazione bocca a bocca.
Secondo alcuni testimoni Bray fu ucciso proprio mentre cercava di prestare soccorso al musicista; al primo accenno di spostamento di Brooks, un poliziotto della centrale di Columbus, James D. Niggemeyer, sparò al folle senza alcuna esitazione colpendolo alla nuca con un fucile Remington 870 e uccidendolo all'istante, ponendo così fine alla sparatoria. Nel maggio 2005 Niggemeyer testimoniò di fronte alla giuria riguardo all'uccisione di Gale dopo essere stato accusato di omicidio, accuse da cui fu presto prosciolto.
Molti si interrogarono sul motivo del folle gesto di Gale: fu detto che la scintilla della strage fosse dovuta al recente scioglimento dei Pantera o alla lite pubblica tra i fratelli Abbott e Anselmo; un'altra affermata ipotesi sostenne che Gale, a causa della schizofrenia che lo affliggeva, avesse immaginato che Darrell gli avesse copiato alcune canzoni e che quindi avesse deciso di punirlo con la morte.

### Il funerale e i tributi alla memoria

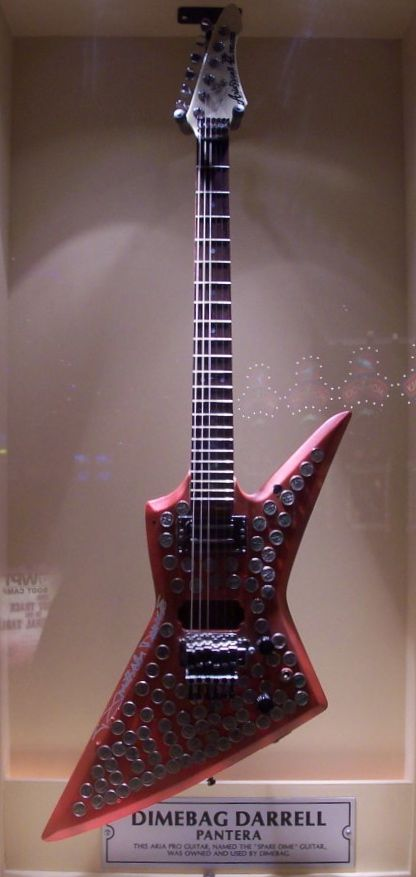
Chitarra elettrica appartenuta a Darrell esposta all'Hard Rock Casino in Florida

Darrell fu sepolto al Moore Memorial Gardens Cemetery della cittadina di Arlington. Sulla sua lapide, anch'essa abbondantemente decorata, fu incisa una scritta recitante:
Nei giorni successivi al decesso moltissimi artisti decisero di porgere un tributo al chitarrista: Anthrax, Alice in Chains, Avenged Sevenfold, Dream Theater, Sebastian Bach, In Flames, The Nosebleeed Connection, Throwdown e Ill Niño reinterpretarono canzoni dei Pantera dal vivo, Madonna durante un suo concerto suonò l'intro di "A New Level", Nickelback, Black Label Society, Seether, Limp Bizkit, Type O Negative e Brides of Destruction scrissero canzoni ispirate a Darrell o citandolo nei testi; infine altri come Disturbed, God Forbid, Vio-lence, Exodus, Trivium, Static-X e Between the Buried and Me inserirono una dedica in alcuni dei loro album pubblicati dopo la morte del chitarrista.
Il 17 maggio 2007 Dimebag è stato inserito nella Hollywood's RockWalk, una galleria dedicata a quegli artisti che hanno contribuito in modo importante e duraturo alla crescita e all'evoluzione del rock 'n' roll. Sempre nel 2007 il secondo palco del celebre Download Festival è stato denominato "The Dimebag Darrell Stage".
Il 29 ottobre 2010 si è tenuta la prima edizione del Dimebash, festival organizzato in memoria di Darrell e che ha visto esibirsi insieme in ricordo del defunto amico Jerry Cantrell, Chuck Billy, Lemmy Kilmister, Dave Grohl e altri. Il festival si è ripetuto nel 2011, nel 2016, nel 2018, nel 2019 e nel 2020, con l'aggiunta nel corso degli anni di tanti altri ospiti da band internazionali come In Flames, Slayer, Fear Factory, Slipknot, Anthrax, Machine Head, Metallica e gli stessi Phil Anselmo e Rex Brown dei Pantera.

## Musica

### Stile e influenze musicali
Lo stile di Dimebag era incentrato su riff graffiati e ricchi di groove, mentre i pirotecnici assoli erano caratterizzati da legati, plettrate alternate e shredding, oltre agli armonici artificiali spesso caratterizzati dal voicing. Era noto inoltre per l'esecuzione ripetitiva dei dive bomb ("bomba in picchiata", caratterizzati da fischi squillanti molto acuti) con il Floyd Rose, che produceva senza plettrare la corda e tirando la leva del ponte girata al contrario.
La sua prima e principale influenza musicale furono i Kiss, che poté ammirare più volte negli studi di registrazione del padre; la prima canzone che imparò a suonare, tuttavia, fu Smoke on the Water dei Deep Purple.
In numerose interviste citò, tra i suoi ispiratori, gruppi come Black Sabbath, Van Halen, Judas Priest e Iron Maiden; il musicista che più ammirava era tuttavia Ace Frehley, del quale disse che se non fosse esistito non avrebbe mai inventato i suoi caratteristici riff. Altrettanto rilevante fu la sua ammirazione verso Tony Iommi e i Sabbath in generale: Darrell prese infatti sensibilmente spunto da questo chitarrista, tanto che per "sdebitarsi" fece spesso suonare ai Pantera cover di canzoni storiche del gruppo inglese come Planet Caravan, Hole in the Sky e Electric Funeral. Notevole fu anche la sua stima nei confronti di Eddie van Halen, che Darrell annoverò sempre tra le sue principali influenze confessando che in gioventù cercava di emulare alcune delle più note tecniche del chitarrista olandese come il tapping e gli armonici. Altri chitarristi che influenzarono molto il suo sound furono poi Ted Nugent, Randy Rhoads, Rusty Burns, Jimi Hendrix e Pat Travers; era inoltre amico e ammiratore di musicisti a lui contemporanei come Kerry King degli Slayer, Zakk Wylde dei Black Label Society, Dave Mustaine dei Megadeth, James Hetfield e Kirk Hammett dei Metallica, Tommy Victor dei Prong, Page Hamilton degli Helmet e Vito Rulez dei Chauncy.
Le sue influenze, tuttavia, non si limitavano al metal: fin da piccolo ammirò anche vari musicisti blues e country tra i quali spiccano i nomi di B.B. King, Robben Ford, Johnny Cash e Kenny Rogers, tutti artisti che spesso vide esibirsi in gioventù e con cui venne in contatto grazie ai dischi del padre. Il chitarrista blues che Darrell ammirava di più era tuttavia Billy Gibbons dei ZZ Top, alla cui band dedicò anche la cover di Heard It On the X incisa con Vinnie e Rex sotto il nome "Tres Diablos" per il CD della federazione di wrestling ECW, ECW Extreme Music del 1998.
Riguardo al thrash metal, Dimebag citò tra le sue band preferite gli Anthrax, i Metallica, i Megadeth e gli Slayer, oltre ad essere un ottimo amico del leader di quest'ultima band Kerry King; Darrell rivelò anche, in un'intervista con la rivista Guitar World, che alcuni passaggi di Cemetery Gates furono influenzati da alcuni pezzi musicali di Ty Tabor dei King's X. Lo stile di Dimebag è stato a sua volta ammirato e riproposto da tanti chitarristi, tra cui lo stesso Kerry King, Mark Tremonti e Zakk Wylde.

### Strumentazione

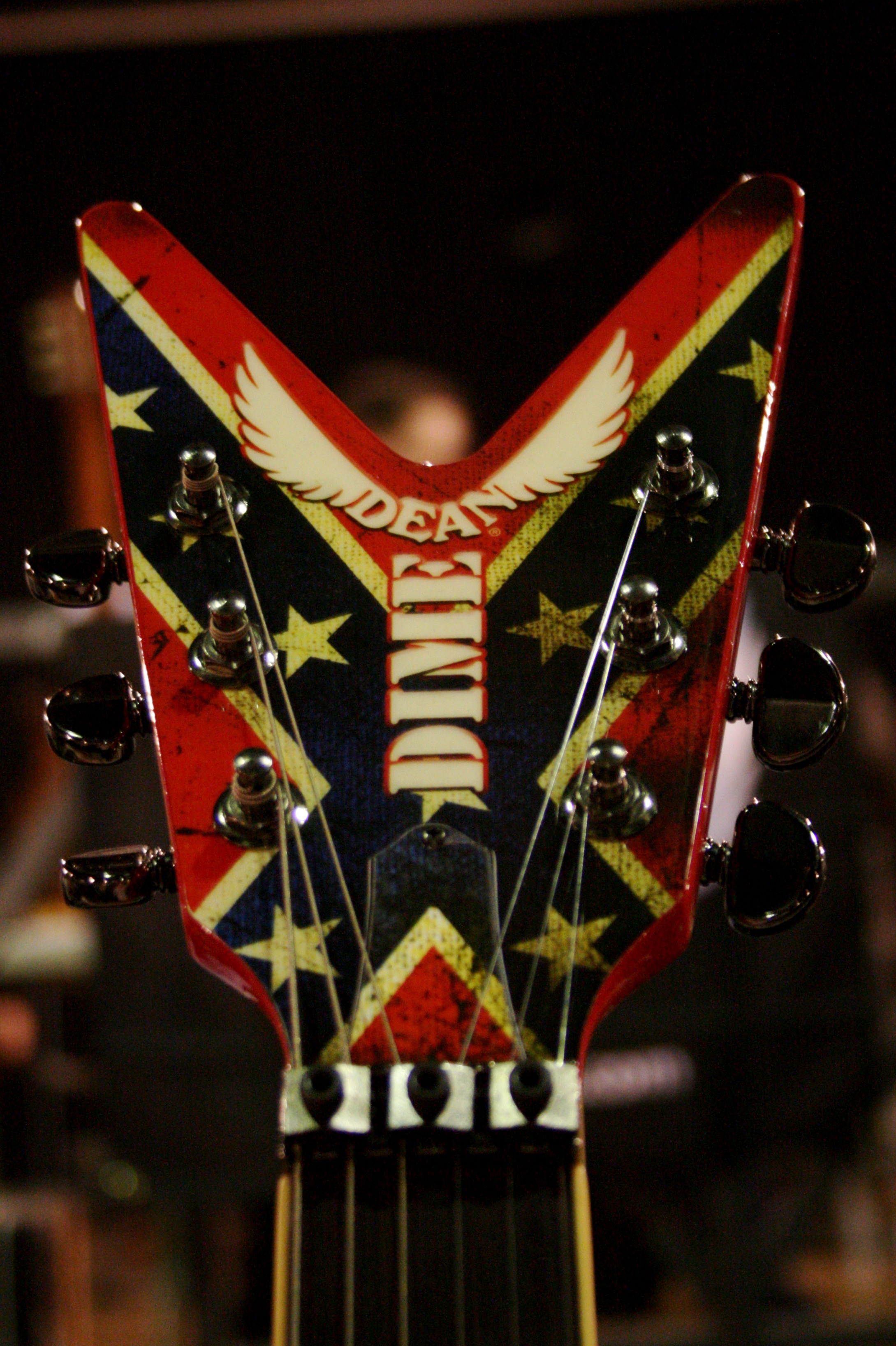
La paletta di una Dean "Dixie Rebel" firmata da Dime

Nel 1982 Darrell vinse una Dean ML color "maroon" ad un contest tenutosi a Dallas. Tuttavia, a sua insaputa, suo padre gliene aveva comprata una color cherry burst poco prima del contest. Avendo raggiunto l'età per guidare, Darrell tentò di vendere la sua ML maroon all'amico musicista e liutaio Buddy Blaze, per comprarsi una Pontiac Firebird. Questi, convinto che la chitarra vinta doveva restare in mano al suo proprietario, si rifiutò di prenderla e Abbott la vendette a un compagno di band di Blaze. Blaze allora trattò con il suo compagno e ottenne la ML in cambio di una Kramer Pacer e personalizzò brutalmente la Dean: montò un ponte Floyd Rose, spostò il pick-up DiMarzio al manico e al ponte installò un Bill Lawrence L500XL. Blaze inoltre, riverniciò la chitarra di blu e nero, dipingendo dei fulmini bianchi; questa tornò in possesso di Darrell e la chiamò Dean From Hell.
Dopo la pubblicazione di Cowboys from Hell, Abbott firmò un contratto di sponsorizzazione con la Dean ma quando uscì dal commercio nel 1994, firmò un contratto di dieci anni con la Washburn Guitars, creando modelli firmati, quali la 333, la Stealth e la Culprit. Scaduto il contratto nel 2004, Darrell firmò nuovamente per la Dean (che aveva appena riaperto) diventandone l'artista principale, ma fu assassinato poco prima che il contratto entrasse in vigore. Tuttavia, la Dean ha prodotto i suoi modelli firmati e anche le due ultime da lui progettate (la Razorback e la Razorback V) fino al 2022, quando i suoi famigliari hanno revocato la licenza alla Dean a causa di litigi. Abbott usava corde DR e plettri Dunlop Tortex da 0.88mm e realizzò il Dimebucker, un humbucker da lui firmato che replica il Bill Lawrence L500XL, montato al ponte delle repliche di ogni sua chitarra.
I pedali da lui usati erano: Dunlop Cry Baby 535Q, Digitech WH1, equalizzatore MXR 6 bande, equalizzatore parametrico Furman PQ4 e PQ3, MXR M126 flanger/doubler, accordatore Korg DT-7 e noise gate Rocktron Hush IIC.
Fece uso anche di wiring Seymour Duncan modello Dimebag HH-VTT e di un delay sconosciuto (in quanto non presente sul palco e posizionato dietro l'amplificazione che attiva tramite un controllo midi).
Per quanto riguarda gli amplificatori utilizzò Randall. Prediligeva le testate a transistor; l'amplificatore che usò principalmente dal 1983 al 1999 fu un Randall RG100ES 150 W, fatta eccezione dal 1992 al 1995, quando lo rimpiazzò con una C200 "Century" da 125 W. Nel 1999 mise in commercio la Warhead da 300 W, un modello firmato, che usò fino alla scadenza del contratto di sponsorizzazione nel 2004. Il suo intento era replicare il suono della sua attrezzatura. Negli ultimi mesi aveva iniziato a collaborare per la realizzazione della testata valvolare Krank Krankenstein. Nel 2023 Rita Haney e Grady Champion (rispettivamente fidanzata e docente di chitarra di Abbott) hanno annunciato una riproduzione in serie della Warhead: il modello di lancio da 40 Watt è stato distribuito in 333 copie (riferito al nome delle chitarre Washburn) il 30 agosto 2024, assieme a un altro prodotto in serie con le stesse specifiche.

## Discografia

### Solista
- 2017 – The Hitz (EP)

### Con i Pantera
- 1983 – Metal Magic
- 1984 – Projects in the Jungle
- 1985 – I Am the Night
- 1988 – Power Metal
- 1990 – Cowboys from Hell
- 1992 – Vulgar Display of Power
- 1994 – Far Beyond Driven
- 1996 – The Great Southern Trendkill
- 1997 – Official Live: 101 Proof (album dal vivo)
- 2000 – Reinventing the Steel
- 2003 – The Best of Pantera: Far Beyond the Great Southern Cowboys' Vulgar Hits! (raccolta)

### Con i Damageplan
- 2004 – New Found Power

### Con i Rebel Meets Rebel
- 2006 – Rebel Meets Rebel

### Con i Tres Diablos
- 2004 – Heard It on the X (singolo)

### Collaborazioni
- 1995 – Anthrax – Stomp 442 (chitarra solista nei brani King Size e Riding Shotgun)
- 1998 – Anthrax – Volume 8: The Threat Is Real (chitarra solista nei brani Inside Out e Born Again Idiot)
- 2003 – Anthrax – We've Come for You All (chitarra solista nei brani Strap It On e Cadillac Rock Box)
- 2002 – Scum Scunge – Five Bucks Ain't Shit (chitarra solista nei brani Believe, How Many Times e Abuse)
- 2003 – King Diamond – Voodoo (chitarra solista nel brano Voodoo)
- 2005 – Nickelback – The Long Road (chitarra nel brano Saturday Night's Alright (For Fighting) presente nell'edizione digipack)
- 2005 – Nickelback – All the Right Reasons (chitarra nel brano Side of a Bullet)
- 2008 – Premenishen – Symphony For The Freaks (autoprodotto) (chitarra solista nel brano Eyes Of The South)
- 2010 – Pumpjack – Undercooked And Unreleased (autoprodotto) (cori nei brani Black Betty, What A Drinkin' Man Do, Thicker Than Blood; chitarra solista nel brano Harvest (Live, Dallas Tx))
- 2016 – Hellyeah – Unden!able (chitarra nel brano I Don't Care Anymore)

### Partecipazioni
- 1996 – Artisti Vari – Supercop (Music From And Inspired By The Dimension Motion Picture) (chitarra, basso e voce nel brano Caged in a Rage)
- 1996 – Artisti Vari – Spacewalk: A Tribute to Ace Frehley (chitarra e basso nel brano Fractured Mirror)
- 1997 – Artisti Vari – Return Of The Comet (A Tribute To Ace Frehley) (chitarra nel brano Snowblind)
- 2000 – Artisti Vari – Randy Rhoads Tribute (chitarra nel brano Believer)
- 2006 – Artisti Vari – Hard Rock Treasures (video) (parlato con Vinnie Paul)
- 2006 – Artisti Vari – Concrete Approved - June Sampler (presente con il brano Old Morning Glory)
- 2010 – Artisti Vari – Razor: The Sharpest Riffs Known To Man (presente con il brano Dime's Blackout Society)
- 2012 – Artisti Vari – Maximum Metal Vol. 170 (presente con un'intervista nell'ultima traccia)

## Videografia

### Con i Pantera
- 1985 – The Hot 'n Heavy Home video (Metal Magic Records)
- 1991 – Cowboys from Hell: The Videos (Atco Records)
- 1993 – Vulgar Video (Elektra Records)
- 1997 – 3: Watch it Go (Elektra Records)
- 1999 – 3 Vulgar Videos from Hell (Elektra Records/Rhino Records)

### Solista(postumi)
- 2006 – Dimevision Vol 1: That's The Fun I Have
- 2017 – Dimevision Vol 2: Roll With It Or Get Rolled Over

### Enciclopedie
- Ian Christe, Sound of the beast. La storia definitiva dell'heavy metal, Arcana, 2009,  p. 400, ISBN 88-6231-086-2.
- (EN) Garry Sharpe-Young, New Wave of American Heavy Metal, Zonda Books Limited, 2005,  p. 376, ISBN 978-0-9582684-0-0.
- (EN) Pete Prown, Lisa Sharken, Gear Secrets of the Guitar Legends: How to Sound Like Your Favorite Players, Backbeat Books, 2003,  pp. 120, ISBN 978-0-87930-751-6.
- Jeff Kitts, Brad Tolinski, Guitar World Presents the 100 Greatest Guitarists of All Time, Hal Leonard Corporation, 2002,  pp. 128, ISBN 978-0-634-04619-3.
- Luca Signorelli, Metallus. Il libro dell'Heavy Metal, Giunti Editore, 2001,  p. 192, ISBN 88-09-02230-0.
- Luca Signorelli, Heavy Metal, i Moderni, Giunti Editore, 2000,  p. 128, ISBN 88-09-01697-1.
- (EN) Pete Prown, Harvey P. Newquist, Jon F. Eiche, Legends of Rock Guitar: The Essential Reference of Rock's Greatest Guitarists, Hal Leonard Corporation, 1997,  p. 264, ISBN 978-0-7935-4042-6.

### Testi monografici
- Zac Crain, Black Tooth Grin: The High Life, Good Times, and Tragic End of "Dimebag" Darrell Abbott, Da Capo Press, 2009,  p. 303, ISBN 978-0-306-81524-9.
- Susan Doll, David Morrow, Dimebag Darrell: He Came to Rock!, Universal Music Distribution, 2008,  pp. 188, ISBN 978-0-9818827-0-3.
- (EN) Chris Arnold, James Niggemeyer, A Vulgar Display of Power: Courage and Carnage at the Alrosa Villa, MJS Music & Entertainment, 2007,  p. 360, ISBN 978-0-9762917-7-0.
- (EN) Dimebag Darrell, Guitar World Presents Dimebag Darrell's Riffer Madness: Book & CD, Alfred Publishing Co., 2003,  p. 124, ISBN 978-0-7692-9101-7.